# Rehden
Rehden é um município da Alemanha localizado no distrito de Diepholz, estado da Baixa Saxônia.
É membro e sede do Samtgemeinde de Rehden.